# Arrondissement de Stollberg

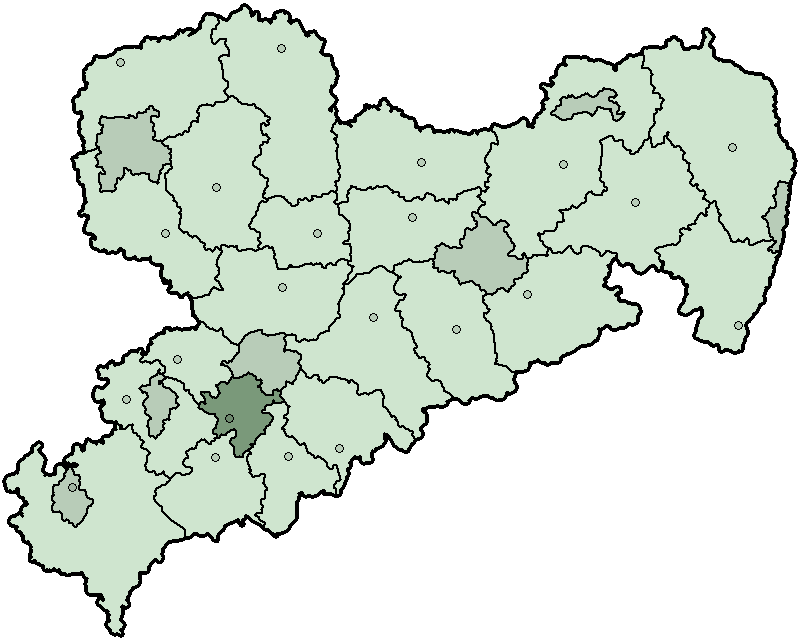
Localisation de l'ancien arrondissement en Saxe

L'arrondissement de Stollberg était un arrondissement  ("Landkreis" en allemand) de Saxe  (Allemagne), dans le district de Chemnitz de 1994 à 2008. Son chef lieu était Stollberg/Erzgeb. Il fut regroupé avec d'autres arrondissements le 1er août 2008 selon la réforme des arrondissements de Saxe de 2008.

## Villes et Communes
(nombre d'habitants en 2007)
| Städte 1. Lugau/Erzgeb. (7.518) 2. Oelsnitz/Erzgeb. (12.479) 3. Stollberg/Erzgeb. (12.391) 4. Thalheim/Erzgeb. (7.344) 5. Zwönitz (11.623) Verwaltungsgemeinschaften - Verwaltungsgemeinschaft Auerbach-Burkhardtsdorf-Gornsdorf mit den Mitgliedsgemeinden Auerbach, Burkhardtsdorf und Gornsdorf - Verwaltungsgemeinschaft Lugau (Erzgebirge) mit den Mitgliedsgemeinden Erlbach-Kirchberg, Lugau/Erzgeb. und Niederwürschnitz - Verwaltungsgemeinschaft Stollberg (Erzgebirge) mit den Mitgliedsgemeinden Niederdorf und Stollberg/Erzgeb. - Verwaltungsgemeinschaft Zwönitz-Hormersdorf mit den Mitgliedsgemeinden Zwönitz und Hormersdorf | Gemeinden 1. Auerbach (2.897) 2. Burkhardtsdorf (6.824) 3. Erlbach-Kirchberg (1.809) 4. Gornsdorf (2.238) 5. Hohndorf (3.953) 6. Hormersdorf (1.605) 7. Jahnsdorf/Erzgeb. (5.963) 8. Neukirchen/Erzgeb. (7.295) 9. Niederdorf (1.352) 10. Niederwürschnitz (2.968) |